# Rombach-le-Franc
Rombach-le-Franc – miejscowość i gmina we Francji, w regionie Grand Est, w departamencie Górny Ren.
Według danych na rok 1990 gminę zamieszkiwały 764 osoby, a gęstość zaludnienia wynosiła 43 osób/km² (wśród 903 gmin Alzacji Rombach-le-Franc plasuje się na 338. miejscu pod względem liczby ludności, natomiast pod względem powierzchni na miejscu 94.).